# Lukas (filme)
Lukas ou The Bouncer é um filme de ação e suspense francês e belga de 2018 dirigido por Julien Leclercq, estrelado por Jean-Claude van Damme, Sveva Alviti e Sami Bouajila.

## Fundo
Um filme noir, triste e violento. O protagonista é um anti-herói, lutando pela vida para criar sua filha de oito anos e trabalhando em boates como segurança para conseguir sua renda. Ao se envolver em uma briga, acaba indo para a cadeia, perdendo a filha para o serviço social. Ele então é convidado pela polícia para espionar uma organização criminosa. Em troca, ele apagaria seus problemas com a justiça.

## Sinopse
Lukas foi forçado a fugir da África do Sul após a morte de sua esposa. Ele agora mora com a filha em seu país natal, a Bélgica, e trabalha como segurança em uma boate. Uma noite, Lukas é forçado a conter um patrono, que posteriormente se machuca gravemente ao tentar atacar Lukas. Como resultado, Lukas é demitido de seu emprego.
Devido ao status do patrono da boate ferido como filho de um membro do Parlamento Europeu, Lukas é investigado pelas autoridades, lideradas pelo misterioso Maxim, a respeito da luta. Ele é pressionado a ir disfarçado em um clube de strip para espionar seu dono, Jan, uma figura do crime organizado, ou então pode ser preso pelo incidente na boate.
Sua primeira tarefa é levar Lisa, uma italiana, de volta ao hotel. Ele descobre que ela foi indiciada por falsificação há alguns anos. Seus chefes o forçam a dirigir até um associado, onde ele escuta uma conversa que detalha a tentativa de Jan de mover notas falsas.
Lukas é convidado a pegar Lisa em seu hotel e levá-la a uma reunião com Jan e Geert. A filha de Lukas é expulsa e Lukas é forçado a participar de uma nova missão, o sequestro de um cozinheiro de crack. Lukas se infiltra com sucesso no esconderijo do cozinheiro e apreende o alvo, escapando com Geert. Lukas está farto do trabalho secreto, mas Maxim o informa que sabe sobre a vida passada de Lukas na África do Sul, e se Lukas se recusar a cooperar, ele será enviado de volta para enfrentar a punição por um crime desconhecido. Lukas concorda em permanecer disfarçado e se encontra com Jan no clube de strip, pedindo mais trabalho.
Jan pretende trocar o cozinheiro com os gangsters holandeses em troca de papel com marca d'água para notas falsas, e atribui a Lukas, Geert e Lisa a tarefa. No comércio, os gangsters holandeses traem e atacam Lukas, Geert e Lisa. Lukas consegue incapacitar os gangsters holandeses em uma perseguição de carro, mas Geert é fatalmente baleado. Jan, no entanto, está satisfeito que Lukas e Lisa escaparam com o papel com marca d'água, e queima o carro de fuga com o corpo de Geert dentro para destruir as evidências.
Lukas manda sua filha se esconder com seu amigo segurança Omar, enquanto ele termina sua missão para Jan e as autoridades. Encontrando-se com Lisa em seu quarto de hotel, ela conta a ele sua vida passada como uma falsificador de dinheiro, e ele revela a ela que sua esposa foi assassinada em um roubo de carro fracassado. A polícia sul-africana não conseguiu encontrar os assassinos de sua esposa, mas ele encontrou, razão pela qual ele fugiu da África do Sul e agora vive na Bélgica com uma nova identidade. Lukas deixa Lisa em um armazém e informa Maxim sobre isso. Lisa é presa e Maxim investiga o armazém, mas não descobre nada. Lukas diz a Maxim que eles ainda podem pegar Jan, porque Jan ainda precisa imprimir o dinheiro falso para seus compradores.
Lukas também pede a Maxim para deixá-lo falar com Lisa, e Lukas a convence a cooperar com as autoridades para que ela não acabe morta como Geert. Ela concorda em imprimir o dinheiro falso para Jan para que as autoridades tenham motivos para prendê-lo e processá-lo. Jan acredita que um outro associado o delatou para a polícia e o mata na frente de Lukas.
Lukas, Jan e Lisa continuam a falsificar as notas falsas em uma fazenda. Pela manhã, as autoridades lideradas por Maxim invadem a fazenda e Lukas revela seu engano para Jan, que atira no peito dele na frente da polícia. Maxim então mata Jan e Lisa, e ele e sua unidade roubam o dinheiro falsificado. Depois que Maxim percebe que Lukas ainda está vivo, ele se move para acabar com ele, mas Lukas desarma Maxim e o espanca até a morte. Lukas então mata os outros membros da unidade de Maxim. Gravemente ferido, Lukas liga para a filha.

## Elenco
- Jean-Claude van Damme como Lukas
- Sveva Alviti como Lisa Zaccherini
- Sami Bouajila como Maxim Zeroual
- Alice Verset como Sarah
- Sam Louwyck como Jan Dekkers
- Kevin Janssens como Geert
- Kaaris como Omar